# Nejc Potokar
Nejc Potokar, slovenski nogometaš, * 2. december 1988, Zagorje ob Savi.
Potokar je profesionalni nogometaš, ki igra na položaju branilca. Nazadnje je bil član slovenskega kluba Dravinja. Pred tem je igral za slovenske klube Celje, Zagorje, Bonifika, Triglav Kranj, Maribor in Zreče, ciprski AEL Limassol, hrvaška Inter Zaprešić in Slaven Belupo, malezijski Pahang FC in moldavski Milsami Orhei. Skupno je v prvi slovenski ligi odigral 76 tekem. Bil je tudi član slovenske reprezentance do 18 in 19 let.